# NGC 4993
NGC 4993（也包含目錄上的NGC 4994）是威廉·赫歇爾在1789年發現，位於長蛇座的一個橢圓星系。在2017年8月，天文學家報告，在這個星系發現了短伽瑪射線爆發GRB170817A，推測是兩顆中子星碰撞發出的輻射。 
在2017年10月16日，團隊正式宣布檢測到與兩顆中子星合併相關聯的重力波，並命名為GW170817。這個重力波事件提供中子星聯星碰撞產生短伽瑪射線爆發的直接關聯性。

## 觀測
GRB 170817A是NASA的費米和ESA的國際伽瑪射線天體物理實驗室在2017年8月17日發現的伽馬射線爆發，而雷射干涉重力波天文台/室女也幾乎同時觀測到重力波。德州大學奧斯汀分校的天文學家J. Craig Wheeler於2017年8月18日就在推特上分享這個資訊，但他後來在推特上刪除了這則訊息，並對以非正式管道公布研究資訊的行為道歉。當時有幾個主要望遠鏡（HST、錢卓、ALMA、VLT）的公共日誌跟進這篇報導，中斷了觀測清單的順序，以便優先觀測NGC 4993，並給予重力波的命名和後續的記錄。這些合作者都拒絕對傳言發表評論，只依據之前的分析（2017年7月7日）更新了7個觸發器，從無異常成為有些異常（2017年8月25日）。

## 外部連結
- . SIMBAD.   [28 August 2017].
- . DSO Browser.   [28 August 2017].
- Courtney Seligman. .   [28 August 2017].
- Hartmut Frommert. . SEDS.   [28 August 2017].
- GRB 170817A（页面存档备份，存于） – NASA/IPAC Extragalactic Database (NED)
- GRB 170817A（页面存档备份，存于） – Max Planck Institute for Extraterrestrial Physics (MPE)
- GRB 170817A（页面存档备份，存于） - INTEGRAL科學資料中心（法语：INTEGRAL Science Data Center） (ISDC)
- WikiSky上关于NGC 4993的内容：DSS2, SDSS, GALEX, IRAS, 氢α, X射线, 天文照片, 天图, 文章和图片